# 川崎縱貫高速鐵道
川崎縱貫高速鐵道是日本神奈川縣川崎市新百合丘站到川崎站區間預備興建的鐵路路線。主要的負責單位是川崎市交通局。2018年该线路的兴建计划被废除。

## 2005年時的規劃方案
- 區間：新百合ヶ丘～武蔵小杉
- 長度：16.7km
- 站数：11站
- 軌距：1067mm
- 複線區間：全線複線
- 電化區間：全線（直流1500V）
- 集電方式：架空線方式

### 停靠車站
- 新百合丘站 - 長澤站 - 醫大前站 - 藏敷站 - 犬藏站 - 宮前平站 - 野川站 - 久末站 - 子母口站 - 等等力綠地站 - 武藏小杉站